# Кирсо, Нина Владиславовна
Ни́на Владисла́вовна Кирсо́ (4 августа 1963, Полтава — 30 апреля 2020, там же) — советская и украинская эстрадная певица. Бессменная солистка популярной группы «Фристайл» (1988—2018). Принимала участие в записи всех 10 альбомов группы. Наиболее известные песни «Фристайла» с вокалом Кирсо: "Завтра", "Мальчишка из детства", "Я всё ещё люблю тебя", "Мой милый мальчик", «Я тебе не верю», «Грош цена тебе», «Цветёт калина», «Три сосны», «Целуй меня горячей», «Белая берёза», «Кораблик любви», «С днём рождения, мама», «Капелька», «Давайте выпьем за мужчин», «Московская любовь».

## Биография
Родилась 4 августа 1963 года в Полтаве. С раннего детства Нину Кирсо окружала творческая атмосфера: отец профессионально играл на аккордеоне, а мама обладала хорошими вокальными данными.
Когда девочка стала постарше, её отвели в музыкальную школу. Там Кирсо освоила фортепиано, пела в хоре и нередко аккомпанировала исполнителям на концертах в местных ДК. Но после школы девушка приняла неожиданное решение и поступила в инженерно-строительный институт. В 1985 году Кирсо стала дипломированным инженером, однако связать биографию с этой профессией ей так и не удалось.
Несмотря на внезапный выбор профессии, в молодости Нина Кирсо осталась верна любви к музыке. Девушка не пропускала ни одного институтского концерта, а позднее присоединилась к группе «Олимпия», руководителем которой был Анатолий Розанов.
Любительский коллектив постепенно расширялся и набирался опыта, а в 1988 году Розанов пригласил ещё несколько музыкантов и объявил о создании новой группы. Обновлённый коллектив получил название «Фристайл». Немногим позднее к музыкантам присоединился Вадим Казаченко, ставший первым вокалистом.
Пик популярности группы пришёлся на начало 1990-х — песни «Кораблик любви», «Цветёт калина» с лидер-вокалом Кирсо, «Белая берёза» с вокалом Кирсо и Сергея Дубровина стали хитами, альбомы имели большой коммерческий успех.
Долгие годы Нина Кирсо оставалась «женским голосом» «Фристайла». Кроме того, певица помогала Анатолию Розанову и в организационных вопросах: отвечала за полиграфию, фото группы, рекламные плакаты и афиши, а также нередко договаривалась о концертах и улаживала административные моменты.
В 2014 году группа «Фристайл» отметила юбилей — коллективу исполнилось 25 лет. По традиции артисты встретили новый творческий год на сцене. К праздничному шоу присоединились и друзья команды, в том числе Михаил Грицкан, с которым Нина Кирсо исполнила дуэтом композицию «Старый дом».

## Болезнь и смерть
1 июня 2018 года певицу нашли без сознания в собственном доме. Тревогу забили соседи, муж и сын Нины Кирсо в это время были на гастролях. Выяснилось, что артистка перенесла обширный геморрагический инсульт, ситуация осложнялась несвоевременным оказанием медицинской помощи. На следующий день Кирсо сделали операцию.
Состояние певицы стабилизировалось, однако она оставалась в коме. По словам родных, Кирсо не страдала вредными привычками и вела здоровый образ жизни. На гипертонию, которая у неё начала проявляться незадолго до инсульта, певица практически не обращала внимание. Спустя месяц Кирсо перевели в одну из киевских больниц. Позже муж артистки принял решение вновь перевезти супругу в родную Полтаву: его не устроили условия в Киеве.
Весной 2019 года Нина Кирсо стала открывать глаза, но так и не начала реагировать на внешние раздражители. Предполагаемое улучшение не подтвердилось.
30 апреля 2020 года Нина Кирсо умерла в возрасте 56 лет. Похоронена на Монастырском кладбище в Полтаве.

## Дискография
в составе группы «Фристайл»

### Магнитоальбомы
1. Февраль 1989 — «Получите!»
2. Август 1989 — «Получите! — дубль 2»
3. Март 1990 — «Получите! — дубль 3»
4. Июль 1991 — «Фристайл-4»
5. Май 1992 — «Получите! — дубль 5»
6. Декабрь 1992 — «Измученное сердце»
7. Октябрь 1995 — «Ах, какая женщина»

### Грампластинки
1. Декабрь 1989 («Мелодия») — Участники песенного Фестиваля «Алтын-Алма» (отдельный номер — песня «Ключ»)
2. Август 1991 — «Получите — раз, два, три!» (Студия Союз)
3. Август 1991 — «Четвёртая серия»
4. Октябрь 1991 («Мелодия» — «Русский диск») — Лучшее из поп-музыки — Лауреаты Фестиваля «Форманта-1991» в г. Качканаре (отдельный номер — песня «Бог тебя накажет»)

### Компакт-диски
1. 1994 — «И новое, и лучшее» (2 CD — «Бекар Records» — BC-225003-2)
2. 1994 — «Грош цена тебе» (ФРГ, агентство Михаила Фридмана)
3. 1994 — «Измученное сердце» (ФРГ, агентство Михаила Фридмана)
4. 1994 — «Фристайл — Made in Germany» (ФРГ, агентство Михаила Фридмана)
5. 1995 — «Прощай навеки, последняя любовь»(«Jeff Records»)
6. 1995 — «Жёлтые розы» («Jeff Records»)
7. 1995 — «Белая акация» («Jeff Records»)
8. 1995 — «Больно мне, больно» («Jeff Records»)
9. 1995 — «Ах, какая женщина» («Jeff Records»)
10. 1996 — «Фристайл — любимые песни» — 2 CD («Jeff Records»)
11. 1997 — «Цветёт калина» («Jeff Records»)
12. 1997 — «Кораблик любви» («Jeff Records»)
13. 1997 — «Черёмуха» («Jeff Records»)
14. 2001 — «Звёздный дождь» («STM Records» — «Grand Records»)
15. 2002 — «Фристайл» (серия «Grand Collection» — «Квадро-Диск»)
16. 2005 — «Капелька. Любимые песни»
17. 2009 — «Песни Анатолия Розанова» («МР3-80 треков» — «Квадро-Диск»)
18. 2010 — «Фристайл Плюс — Хиты и Звёзды» («Артур Мьюзик»)
19. 2013 — «Фристайл: Нина Кирсо и Сергей Кузнецов» (Серия «Две звёзды», выпуск 15, «КвадроДиск»)
20. 2013 — «Фристайл и Сергей Кузнецов. 50 лучших песен MP3» («КвадроДиск»)
21. 2014 — «Юбилейный 10»